# Nigrapercula
Nigrapercula is een mosdiertjesgeslacht uit de familie van de Bitectiporidae en de orde Cheilostomatida

## Soorten
- Nigrapercula africana (Cook, 1985)
- Nigrapercula mutabilis (Canu & Bassler, 1929)